# Taphozous hilli
Taphozous hilli é uma espécie de morcego da família Emballonuridae. Endêmica da Austrália.